# Santa Teresita, Guanajuato
Santa Teresita är en ort i Mexiko.   Den ligger i kommunen San Diego de la Unión och delstaten Guanajuato, i den centrala delen av landet, 260 km nordväst om huvudstaden Mexico City. Santa Teresita ligger 2 048 meter över havet och antalet invånare är 126.
Terrängen runt Santa Teresita är huvudsakligen platt, men österut är den kuperad. Terrängen runt Santa Teresita sluttar söderut. Runt Santa Teresita är det ganska tätbefolkat, med 52 invånare per kvadratkilometer. Närmaste större samhälle är San Luis de la Paz, 12,2 km sydost om Santa Teresita. Omgivningarna runt Santa Teresita är i huvudsak ett öppet busklandskap.